# あそこではたらくムスブさん
『あそこではたらくムスブさん』は、モリタイシによる日本の漫画。『ゲッサン』（小学館）にて、2017年12月号から2025年2月号まで連載。
コンドーム製作会社を舞台としており、大手メーカーである相模ゴム工業（サガミ）が同作に監修協力している。
次にくるマンガ大賞2023で10位。2024年5月時点で累計部数が47万部を突破している。

## あらすじ
湘南ゴム工業株式会社の営業担当として働く砂上吾郎は、研究員である近藤結に密かな想いを寄せていた。恋愛経験のない男女が0.01mmずつ進む、プラトニックな恋愛物語。

## 登場人物

### 湘南ゴム工業株式会社
作中に登場するゴムの製造会社。主力商品はコンドーム。

#### 営業企画室
砂上 吾郎（さがみ ごろう）
本作の主人公。営業部。24歳。一人暮らし。
会社で見かけた結に一目惚れし、彼女と接点のある部署へ異動してきた経緯がある。当初は思いのすれ違いなどで距離を詰められずにいたが、誠実でまっすぐな人柄がだんだんと伝わっていく。2度にわたる保留の末、めでたく交際関係へ至る。
市橋 清美（いちはし きよみ）
デザイナー。太めの体型と濃いメイクが特徴。
坂下 宏行（さかした ひろゆき）
課長。壮年。

#### 総合開発部
近藤 結（こんどう むすぶ）
本作のヒロイン。研究員。26歳、処女（作品開始段階）。実家住まいであり、片道3時間の遠距離通勤をしている。
猫目と内巻きのミディアムヘアが特徴。砂上と同じく童顔気味であるが、推定Gカップの巨乳。女子校育ちのため男性とは無縁であり、恋愛面に関しては奥手。
非常に研究熱心であり、勤務態度は極めて真剣。硬い表情を浮かべているシーンが多いものの、実際は心優しく生真面目な人柄。その反面、やや天然ボケでずれた感性が見受けられる。
刑部 尽（おさべ じん）
研究員。三白眼が特徴。
富山 千春（とみやま ちはる）
課長。M字ハゲと丸眼鏡が特徴。

#### 関係者
出印 不二央（でいん ふじお）
仙台支社所属、営業部。
温和で面倒見のいい性格だが、悪酔いする癖を持つ。
浅川 リナ
宣伝大使に任命されたグラビアアイドル。推定20代前半。
非常にグラマーで褐色肌をした若い美女。フレンドリーかつ砕けた性格であり、交際経験が豊富。

### 近藤家
近藤 弥樹（こんどう みき）
結の弟。今どきのチャラい大学生。一人暮らしで彼女持ち。
母
目端の利く性格。娘の恋心もすぐさま気付き、陰ながら応援している。
父
未だに子離れができず、娘に対して超過保護。ゴルフが趣味。
祖母
セリフのみの登場。

### その他
久美（くみ）
結の友人。警察官にして子持ちの既婚者。26歳。
人生経験が豊富であり、恋愛下手な結へアドバイスを送っている。結の相談相手である傍ら、その動向を密かに楽しんでいる。

## 書誌情報
- モリタイシ 『あそこではたらくムスブさん』 小学館〈ゲッサン少年サンデーコミックススペシャル〉、全7巻[8]
  1. 2018年10月17日発行（同年10月12日発売）、ISBN 978-4-09-128629-1
  2. 2019年11月17日発行（同年11月12日発売）、ISBN 978-4-09-129466-1
  3. 2020年12月16日発行（同年12月11日発売）、ISBN 978-4-09-850347-6
  4. 2021年12月15日発行（同年12月10日発売）、ISBN 978-4-09-850846-4
  5. 2022年12月17日発行（同年12月12日発売）、ISBN 978-4-09-851440-3
  6. 2023年12月17日発行（同年12月12日発売）、ISBN 978-4-09-853042-7
  7. 2025年2月17日発行（同年2月12日発売）、ISBN 978-4-09-853854-6